# Сапожкино
Сапожкино — село в Бугурусланском районе Оренбургской области в составе Русскобоклинского сельсовета.

## География
Находится на расстоянии примерно 45 километров по прямой на северо-восток от центра  города Бугуруслан.

## История
Село было основано «ясачными» крестьянами (т.е. нерусских национальностей) из Пензенской губернии. В 1859 году было 76 дворов и 573 жителя. 

## Население
Население составляло 227 человек в 2002 году (русские 93%), 119 по переписи 2010 года.

## Фактическое состояние
По состоянию на 2020 год пустует до 80% домов.